# Рогатець-над-Желимлямі
Рогатець-над-Желимлямі (словен. Rogatec nad Želimljami) — поселення в общині Іг, Осреднєсловенський регіон, Словенія. Висота над рівнем моря: 614,3 м.